# إسماعيل بيل
إسماعيل بيل (بالفارسية: اسماعیل باله) هو لاعب كرة قدم إيراني في مركز الدفاع، ولد في 16 سبتمبر 1985 في نوشهر في إيران. لعب مع نادي شموشك نوشهر ونادي مس رفسنجان.